# Bocaranga
Bocaranga – miasto w Republice Środkowoafrykańskiej w prefekturze Ouham-Pendé, stolica podprefektury o tej samej nazwie, liczącej 61 190 mieszkańców (2003).
W 1911 Bocaranga została w wyniku ustaleń traktatu feskiego włączona w granice niemieckiej kolonii Neukamerun. Do francuskiej kolonii Ubangi-Szari wróciła w 1914 r. W 1946 r. miasto stało się ośrodkiem administracyjnym dystryktu, a od 23 stycznia 1961 ośrodkiem podprefektury w niepodległej Republice Środkowoafrykańskiej.